# Germarostes sulcipennis
Germarostes sulcipennis är en skalbaggsart som beskrevs av Edgar von Harold 1875. Germarostes sulcipennis ingår i släktet Germarostes och familjen Hybosoridae. Inga underarter finns listade i Catalogue of Life.